# Renčelj
Renčelj je priimek več znanih Slovencev:
- Ana (Marija) Renčelj, predavateljica nemške fonetike z intonacijo
- Gorazd Renčelj, diplomat, veleposlanik v Braziliji
- Gregor Renčelj (*1983), podjetnik, pionir destilacije na Slovenskem
- Ivan Renčelj (1871—1955), izumitelj in letalski pionir
- Miha Renčelj (*1981), glasbenik, pianist, skladatelj, aranžer, pevec
- Stanislav Renčelj (*1940), agronom in živilski tehnolog, univ. prof., publicist